# Vysšaja Divizion 2001
La Vysšaja Divizion 2001 fu la decima edizione della massima serie del campionato russo di calcio; vide la vittoria finale dello Spartak Mosca, giunto al suo nono titolo, il sesto consecutivo. Fu l'ultimo campionato ad avere questo nome: dal successivo fu rinominato Prem'er-Liga. Capocannoniere del torneo fu Dmitrij Vjaz'mikin, calciatore della Torpedo Mosca, con 18 reti.

## Stagione

### Novità
Dalla Vysšaja Divizion 2000 erano stati retrocessi la Lokomotiv Nižnij Novgorod e l'Uralan, mentre dalla Pervyj divizion 2000 erano stati promossi il Sokol Saratov e il Torpedo-ZIL.

### Formula
Le sedici squadre partecipanti si sono affrontate in un girone all'italiana con partite di andata e ritorno per un totale di 30 giornate. La prima classificata al termine della stagione regolare era designata campione di Russia e ammessa alla fase a gironi della UEFA Champions League 2002-2003, mentre la seconda classificata veniva ammessa al terzo turno di qualificazione della UEFA Champions League. La squadra terza classificata veniva ammessa in Coppa UEFA 2002-2003, assieme alla vincitrice della Coppa di Russia. Un ulteriore posto venne assegnato per la partecipazione alla Coppa Intertoto 2002. Le ultime due classificate erano retrocesse in Pervyj divizion.

### Avvenimenti
Il campionato fu funestato dalla morte di Serhij Perchun, portiere del CSKA Mosca e della nazionale ucraina, che rimase vittima di uno scontro di gioco avvenuto il 18 agosto a Machačkala, in una partita contro l'Anži valido per la ventiduesima giornata.

## Squadre partecipanti
| Club                    | Città           | Stadio                  | Stagione 2000                 |
| ----------------------- | --------------- | ----------------------- | ----------------------------- |
| Alanija Vladikavkaz     | Vladikavkaz     |                         | 10º posto in Vysšaja Divizion |
| Anži                    | Machačkala      |                         | 4º posto in Vysšaja Divizion  |
| Černomorec Novorossijsk | Novorossijsk    |                         | 6º posto in Vysšaja Divizion  |
| CSKA Mosca              | Mosca           | Stadio Lužniki          | 8º posto in Vysšaja Divizion  |
| Dinamo Mosca            | Mosca           | Stadio Dinamo           | 5º posto in Vysšaja Divizion  |
| Fakel Voronež           | Voronež         |                         | 13º posto in Vysšaja Divizion |
| Kryl'ja Sovetov Samara  | Samara          |                         | 14º posto in Vysšaja Divizion |
| Lokomotiv Mosca         | Mosca           | Stadio Lokomotiv        | 2º posto in Vysšaja Divizion  |
| Rostsel'maš             | Rostov sul Don  |                         | 12º posto in Vysšaja Divizion |
| Rotor                   | Volgograd       |                         | 11º posto in Vysšaja Divizion |
| Saturn                  | Ramenskoe       |                         | 9º posto in Vysšaja Divizion  |
| Sokol Saratov           | Saratov         |                         | 1º posto in Pervyj divizion   |
| Spartak Mosca           | Mosca           | Stadio Lužniki          | Campione di Russia            |
| Torpedo Mosca           | Mosca           | Stadio Ėduard Strel'cov | 3º posto in Vysšaja Divizion  |
| Torpedo-ZIL             | Mosca           |                         | 2º posto in Pervyj divizion   |
| Zenit San Pietroburgo   | San Pietroburgo | Stadio Petrovskij       | 7º posto in Vysšaja Divizion  |

## Classifica finale
|  | Pos. | Squadra                 | Pt | G  | V  | N  | P  | GF | GS | DR  |
|  | ---- | ----------------------- | -- | -- | -- | -- | -- | -- | -- | --- |
|  | 1.   | Spartak Mosca           | 60 | 30 | 17 | 9  | 4  | 56 | 30 | +26 |
|  | 2.   | Lokomotiv Mosca         | 56 | 30 | 16 | 8  | 6  | 53 | 24 | +29 |
|  | 3.   | Zenit San Pietroburgo   | 56 | 30 | 16 | 8  | 6  | 52 | 35 | +17 |
|  | 4.   | Torpedo Mosca           | 52 | 30 | 15 | 7  | 8  | 53 | 42 | +9  |
|  | 5.   | Kryl'ja Sovetov Samara  | 49 | 30 | 14 | 7  | 9  | 38 | 23 | +15 |
|  | 6.   | Saturn                  | 47 | 30 | 13 | 8  | 9  | 45 | 22 | +23 |
|  | 7.   | CSKA Mosca              | 47 | 30 | 12 | 11 | 7  | 39 | 30 | +9  |
|  | 8.   | Sokol Saratov           | 41 | 30 | 12 | 5  | 13 | 31 | 42 | -9  |
|  | 9.   | Dinamo Mosca            | 38 | 30 | 10 | 8  | 12 | 43 | 51 | -8  |
|  | 10.  | Rotor                   | 32 | 30 | 8  | 8  | 14 | 38 | 42 | -4  |
|  | 11.  | Rostsel'maš             | 32 | 30 | 8  | 8  | 14 | 29 | 43 | -14 |
|  | 12.  | Alanija Vladikavkaz     | 32 | 30 | 8  | 8  | 14 | 32 | 47 | -15 |
|  | 13.  | Anži                    | 32 | 30 | 7  | 11 | 12 | 28 | 34 | -6  |
|  | 14.  | Torpedo-ZIL             | 31 | 30 | 7  | 10 | 13 | 22 | 35 | -13 |
|  | 15.  | Fakel Voronež           | 28 | 30 | 8  | 4  | 18 | 30 | 53 | -23 |
|  | 16.  | Černomorec Novorossijsk | 23 | 30 | 5  | 8  | 17 | 19 | 54 | -35 |

Legenda:
      Campione di Russia e ammessa alla UEFA Champions League 2002-2003.
      Ammessa alla UEFA Champions League 2002-2003.
      Ammessa alla Coppa UEFA 2002-2003.
      Ammessa alla Coppa Intertoto 2002.
      Retrocesse in Pervyj divizion 2002.
Note:
Tre punti a vittoria, uno a pareggio, zero a sconfitta.

## Risultati
|                         | SpM  | LoM  | Zen  | ToM  | Kry  | Sat  | CSK  | Sok  | DiM  | Rot  | Ros  | Ala  | Anž  | ToZ  | Fak  | Čer  |
| ----------------------- | ---- | ---- | ---- | ---- | ---- | ---- | ---- | ---- | ---- | ---- | ---- | ---- | ---- | ---- | ---- | ---- |
| Spartak Mosca           | –––– | 1-0  | 3-1  | 2-2  | 1-0  | 0-0  | 1-0  | 0-0  | 2-1  | 1-0  | 1-1  | 5-1  | 2-1  | 1-1  | 3-0  | 5-0  |
| Lokomotiv Mosca         | 2-1  | –––– | 5-1  | 3-1  | 1-2  | 1-1  | 3-2  | 3-0  | 4-1  | 2-0  | 3-1  | 0-0  | 4-0  | 1-0  | 1-0  | 4-0  |
| Zenit San Pietroburgo   | 2-1  | 0-0  | –––– | 0-3  | 1-1  | 2-1  | 6-1  | 1-1  | 2-1  | 2-1  | 3-0  | 3-1  | 1-1  | 4-0  | 2-1  | 2-1  |
| Torpedo Mosca           | 2-0  | 1-1  | 3-2  | –––– | 0-4  | 1-4  | 1-3  | 6-2  | 1-1  | 1-1  | 0-1  | 2-1  | 2-1  | 1-0  | 3-1  | 3-1  |
| Kryl'ja Sovetov         | 1-2  | 1-1  | 1-0  | 3-0  | –––– | 2-0  | 0-0  | 1-0  | 3-0  | 3-0  | 1-1  | 3-0  | 0-0  | 2-1  | 3-1  | 0-0  |
| Saturn                  | 3-0  | 0-0  | 2-2  | 0-1  | 2-0  | –––– | 1-1  | 1-2  | 6-1  | 2-1  | 1-0  | 0-1  | 1-0  | 1-0  | 0-0  | 4-0  |
| CSKA Mosca              | 1-1  | 2-1  | 1-1  | 0-1  | 0-3  | 0-0  | –––– | 4-0  | 2-0  | 2-1  | 3-0  | 0-0  | 1-0  | 1-1  | 5-1  | 2-1  |
| Sokol Saratov           | 2-4  | 1-2  | 0-1  | 0-2  | 1-0  | 0-2  | 0-2  | –––– | 2-1  | 1-0  | 4-1  | 1-1  | 2-0  | 1-0  | 2-1  | 0-0  |
| Dinamo Mosca            | 1-1  | 1-2  | 1-3  | 0-4  | 0-1  | 2-0  | 3-1  | 1-1  | –––– | 2-1  | 2-0  | 3-1  | 1-1  | 2-1  | 6-2  | 2-1  |
| Rotor                   | 3-3  | 1-3  | 0-0  | 1-1  | 3-1  | 1-0  | 1-1  | 1-2  | 1-2  | –––– | 3-0  | 1-0  | 1-1  | 0-0  | 4-0  | 3-0  |
| Alanija Vladikavkaz     | 3-3  | 1-1  | 2-0  | 2-0  | 0-1  | 0-5  | 0-0  | 2-0  | 3-3  | 3-1  | –––– | 3-0  | 2-1  | 1-1  | 0-1  | 1-0  |
| Rostsel'maš             | 0-1  | 0-0  | 1-2  | 5-2  | 2-0  | 1-4  | 0-1  | 1-2  | 1-1  | 1-2  | 3-0  | –––– | 3-2  | 1-0  | 1-0  | 0-0  |
| Anži                    | 1-2  | 1-0  | 0-0  | 0-1  | 4-1  | 1-1  | 0-0  | 2-0  | 1-0  | 0-0  | 3-2  | 0-1  | –––– | 0-2  | 2-2  | 3-1  |
| Torpedo-ZIL             | 0-2  | 0-4  | 0-2  | 1-1  | 1-0  | 1-0  | 0-2  | 1-0  | 1-1  | 3-2  | 1-1  | 0-0  | 1-1  | –––– | 3-1  | 2-0  |
| Fakel Voronež           | 0-5  | 2-0  | 1-2  | 2-2  | 1-0  | 1-0  | 1-1  | 0-1  | 1-2  | 3-1  | 1-0  | 4-1  | 0-1  | 2-0  | –––– | 0-1  |
| Černomorec Novorossijsk | 1-2  | 2-1  | 1-4  | 0-5  | 0-0  | 0-3  | 2-0  | 1-3  | 1-1  | 2-3  | 1-0  | 1-1  | 0-0  | 0-0  | 1-0  | –––– |

## Statistiche

### Classifica marcatori
| Gol |  |  | Giocatore          | Squadra         |
| --- |  |  | ------------------ | --------------- |
| 18  |  |  | Dmitrij Vjaz'mikin | Torpedo Mosca   |
| 14  |  |  | Andrej Fed'kov     | Sokol Saratov   |
| 14  |  |  | James Obiorah      | Lokomotiv Mosca |
| 14  |  |  | Serghei Rogaciov   | Saturn          |
| 13  |  |  | Dmitrij Kiričenko  | Rostsel'maš     |
| 12  |  |  | Dmitrij Los'kov    | Lokomotiv Mosca |
| 12  |  |  | Vitalij Safronov   | Fakel Voronež   |